# Cycas hongheensis
Cycas hongheensis é uma espécie de cicadófita do género Cycas da família Cycadaceae, nativa do sudeste de Yunnan, na China. Segundo dados de 2010, a população tende a descrescer.